# 하이저우구 (롄윈강시)
하이저우구(한국어: 해주구, 중국어: 海州区, 병음: Hǎizhōu Qū)는 중화인민공화국 장쑤성 롄윈강 시의 현급 행정구역이다. 넓이는 159km2이고, 인구는 2007년 기준으로 140,000명이다.

## 행정 구역
11개 가도, 5개 진, 2개 향을 관할한다.
- 가도: 浦东街道, 浦西街道, 新东街道, 新南街道, 路南街道, 新海街道, 花果山街道, 幸福路街道, 海州街道, 朐阳街道, 洪门街道.
- 진: 锦屏镇, 新坝镇, 板浦镇, 南城镇, 浦南镇.
- 향: 云台乡, 宁海乡.